# Maeda Yohei
Yohei Maeda (sinh ngày 19 tháng 5 năm 1990) là một cầu thủ bóng đá người Nhật Bản.

## Sự nghiệp câu lạc bộ
Yohei Maeda đã từng chơi cho Shonan Bellmare.